# Islotes Fairway
Los islotes Fairway  están ubicados en 52°44′30″S 73°48′00″O / -52.74167, -73.80000 en el extremo sur del canal Smyth por lo que pertenecen a la XII Región de Magallanes y la Antártica Chilena.

## Geografía
El islote mayor, ubicado en L: 52° 44' S y G: 73° 47' W tiene 36 metros de alto y sobresale por su altitud mucho más que los demás del grupo. Los islotes con tiempo claro se avistan a una 10 millas de distancia y son una excelente señal para las naves que desean tomar el canal Smyth desde el sur.

## Peligros para la navegación

### Roca Lynch
Al norte y a unos 800 metros del islote mayor está la roca Lynch, peligrosa roca a flor de agua que descubre en la bajamar. Está rodeada de sargazos.. En esta roca se encuentran los restos del casco hundido del ex vapor “Moraleda”.

### Gran sargazal
Hacia el norte de la roca Lynch, a unos 500 metros, existe un extenso sargazal con una profundidad mínima de 3 metros. Se extiende por más de 1000 metros en dirección en acercándose mucho al track de navegación.

## Faro
En el islote mayor existe un faro con personal de la Armada de Chile. Sus características están en la Lista de faros y Radioayudas a la navegación publicada por la Armada.